# Rue Edmond Tollenaere
La rue Edmond Tollenaere est une rue de la commune bruxelloise de Laeken.
Celle-ci donne sur le rond-point du Pannenhuis en sa partie basse et sur la rue Léopold Ier en sa partie haute. La rue Laneau la croise approximativement en son centre.

## Accès
| ___ | Ce site est desservi par la station de métro : Pannenhuis. |